# Инзбрук
Инзбрук је пети по величини град у Аустрији, смештен у западном делу државе. Инзбрук је управно, привредно и културно средиште покрајине Тирола, где чини засебан градски округ.
Инзбрук је познат као један од ретких великих градова у средишњем делу Алпа и стога је један од чувених алпских зимских центара. Град је сваке године домаћин новогодишње ски турнеје „4 скакаонице“, а двапут је био домаћин Зимских олимпијских игара, 1964. и 1976.

## Порекло назива
Немачке речи Инс брук у преводу значе "мост преко Ина" (генитив од Inn плус brucke). Ово је потпуно смислено, јер се град развио управо на месту где је било лакше прећи реку Ин, па је ту веома рано изграђен мост. Око овог прелаза постепено се образовало данашње насеље.

## Природне одлике
Инзбрук се налази у западном делу Аустрије, подједнако удаљен и од немачке и од италијанске границе. Тако је Инзбруку најближи већи град немачки Минхен на 150 km удаљености северно од града. Престоница Беч удаљена је око 500 km источно или 5 и по часова вожње.
Рељеф: Инзбрук се сместио на стратешки важном месту у средишњем делу Алпа. Ту се долина реке Ин шири и ствара већу речну равницу. Друга погодност је близина превоја ка Немачкој на северу и ка Италији на југу, па је ово било стратешки и саобраћајно важно место за образовање града. Оближњи Алпи издижу се стрмоглаво изнад долине, затварају град са југа и севера, па се град стога развијао дуж долине Ина, правцем исток - запад. Данас Инзбрук има веома издужен облик.
Клима: Клима у граду је умерено континентална са јаким утицајем планинске климе због знатне надморске висине, али и окружења Алпа - блаже лето, хладнија зима са више снега, правац дувања ветрова. Просечна годишња температура је 9 °C, а зими је она најчешће испод 0 °C.
Воде: Кроз град протиче река Ин. Кроз град се спушта и низ мањих потока са околних брда и планина.

## Историја
Подручје Инзбрука било је насељено још у време праисторије. У 1. век п. н. е. Римљани освајају ово подручје и оснивају насеље Велдидена (лат. Veldidena) на месту данашњег града. Дата област тада се називала Oenipons, односно мост преко реке Ин (Oen). Пропашћу старог Рима насеље је пропало и потпуно се руинирало, али је дати назив задржан и понемчен.
У 13. веку Инзбрук постаје градско насеље и добија грб, који је актуелан и дан-данас. Град постаје најбоље трговиште унутар подручја Алпа на путу север - југ, из Падске низије ка Баварској преко оближњег превоја Бренера. Богатство, развој и значај града довели до пресељења престонице Тирола у Инзбрук 1429. г. Римско-немачки Максимилијан I живео је у Инзбруку и крајем 15. века и сматрао га својим средиштем.
Године 1564. Тирол и Инзбрук постали су део Хабзбуршког царства, али са великим степеном аутономије. Владавина Хабзбурговаца вршена је преко врховног суда.
Године 1805. Наполеон укида велику аутономију Тирола и он постаје део Краљевине Баварске, да би касније био придодат Француској. 1809. године десио се и велики сељачки устанак у Тиролу. После више перипетија током овог периода Бечким конгресом 1815. године. Тирол са Инзбруком је постао део Хабзбуршке монархије. Убрзо Инзбрук постаје средиште крунске области која се приближно поклапала са простором Тирола. У 19. веку град нагло напредује, јавља се индустрија, долази железница, развија се тржиште, а град се уобличује у обласно средиште са бројним црквама, палатама, трговима, булеварима.
Године 1918. Инзбрук постаје део новоосноване републике Аустрије, која је 1938. била прикључена Трећем рајху. Током Другог светског рата град је више пута бомбардован, али без великих последица. Године 1945. америчка војска је ушла у град. После рата поново је успостављена Република Аустрија, а град је постао средиште покрајине Тирол.

## Становништво
| 1971.   | 1981.   | 1991.   | 2001.   | 2011.   |
| ------- | ------- | ------- | ------- | ------- |
| 116.010 | 117.287 | 118.112 | 113.392 | 120.147 |

По процени из 2016. у граду је живело 132236 становника и по томе је то пети по величини град у држави. Градска агломерација има близу 200.000 становика. Треба се нагласити и то да у граду живи велики број радника и студената из разних земаља света, а свакодневно град походи и више хиљада туриста (нарочито зими).

## Култура и спорт
Инзбрук има сачувано старо градско језгро са бројним црквама, палатама и здањима из прошлих векова. Ово је посебно занимљиво када се то упореди са веома блиским, а потпуно природним и ненасељеним врховима и висовима Алпи у непосредном окружењу.
Инсбрук је био град домаћин двоје Зимских олимпијских игара:
- Зимске олимпијске игре 1964.
- Зимске олимпијске игре 1976.

Сваке се године у склопу новогодишње турнеје „4 скакаонице“ одржава завршно такмичење у скијашким скоковима.

## Привреда
Поред развијеног туризма град је и значајно индустријско средиште. У граду је развијена индустрија текстила, хемијска и фармацеутска индустрија. Град је познат и постарим занатима. У складу са тим у Инзбруку се налазе и Заводи за израду мозаика и слика на стаклу.

## Образовање
- Универзитет у Инзбруку - основан 1677. г.

## Партнерски градови
- Њу Орлеанс
- Гренобл
- Фрајбург
- Сарајево
- Олборг
- Тбилиси
- Ōmachi
- Краков

## Познате личности
Рођени у Инсбруку
- Раоул Стојсављевић (1887 - 1930), Аустроугарски војни пилот.
- Диана Будисављевић (1891 - 1978), била је хуманитарка аустријског порекла.
- Роберт Бернардис (1908–1944), члан покрета отпора у Другом светском рату и припадник групе завереника који су покушали извршити атентат на Адолфа Хитлера 1944. године.
- Кристијан Шварц Шилинг (1930), немачки политичар и бивши високи представник за Босну и Херцеговиму од 2006. до 2007. год.

## Галерија
- Инзбрук и Алпи
- Трг у старом делу града
- Тријумфална капија из 18. века
- Главна пешачка улица
- Здање градске поште
- Једна од градских палата
- Вилтенска базилика
- Терминал инзбрушког аеродрома